# Dance Mania
Az 1958-as Dance Mania Tito Puente nagylemeze. Szerepel az 1001 lemez, amit hallanod kell, mielőtt meghalsz című könyvben.

## Az album dalai
|     | Cím                                          | Szerző(k)                 | Hossz |
| --- | -------------------------------------------- | ------------------------- | ----- |
| 1.  | El Cayuco (Son Montuno)                      | Puente                    | 2:33  |
| 2.  | Complicación                                 | Aguabella                 | 3:18  |
| 3.  | 3-D Mambo (Mambo Jazz Instrumental)          | Santos                    | 2:23  |
| 4.  | Llegó Miján (Son Montuno)                    | Puente                    | 3:10  |
| 5.  | Cuando Te Vea (Guaguanco)                    | Puente                    | 4:10  |
| 6.  | Hong Kong Mambo                              | Puente                    | 3:42  |
| 7.  | Mambo Gozón                                  | Puente                    | 2:44  |
| 8.  | Mi Chiquita Quiere Bembé (Cha Cha Cha Bembé) | Puente                    | 3:55  |
| 9.  | Varsity Drag (Mambo Jazz International)      | Brown, DeSylva, Henderson | 2:48  |
| 10. | Estoy Siempre Junto A Ti (Bolero)            | Delgado                   | 3:10  |
| 11. | Agua Limpia Todo (Guaguancó)                 | Aguabella                 | 2:55  |
| 12. | Saca Tu Mujer (Guaracha)                     | Puente                    | 3:02  |